# Dmitri Ternovskiy
Dmitri Olegovich Ternovskiy (tiếng Nga: Дмитрий Олегович Терновский; sinh ngày 28 tháng 9 năm 1994) là một thủ môn bóng đá người Nga. Anh thi đấu cho F.K. Volgar Astrakhan.

## Sự nghiệp câu lạc bộ
Anh có màn ra mắt tại Russian Second Division cho FC Fakel Voronezh vào ngày 16 tháng 7 năm 2012 trong trận đấu với F.K. Vityaz Podolsk.